# Chartreuse de Port-Sainte-Marie
Pour les articles homonymes, voir Port-Sainte-Marie.
Ne doit pas être confondu avec Chartreuse du Val-Sainte-Marie.
La chartreuse de Port-Sainte-Marie est un ancien monastère de chartreux, fondé en 1219, en Auvergne, au fond de la vallée de la Sioule. Il se trouve sur la route entre Les Ancizes et Saint-Jacques-d'Ambur. Détruit durant la Révolution française, il n'en reste que des ruines.
Le site, inscrit au titre des monuments historiques en 1996, fait l'objet de fouilles archéologiques par l'Unité de recherche archéologique cartusienne et de travaux de sauvegarde menés par l'association des Amis de la chartreuse Port-Sainte-Marie.

## Histoire

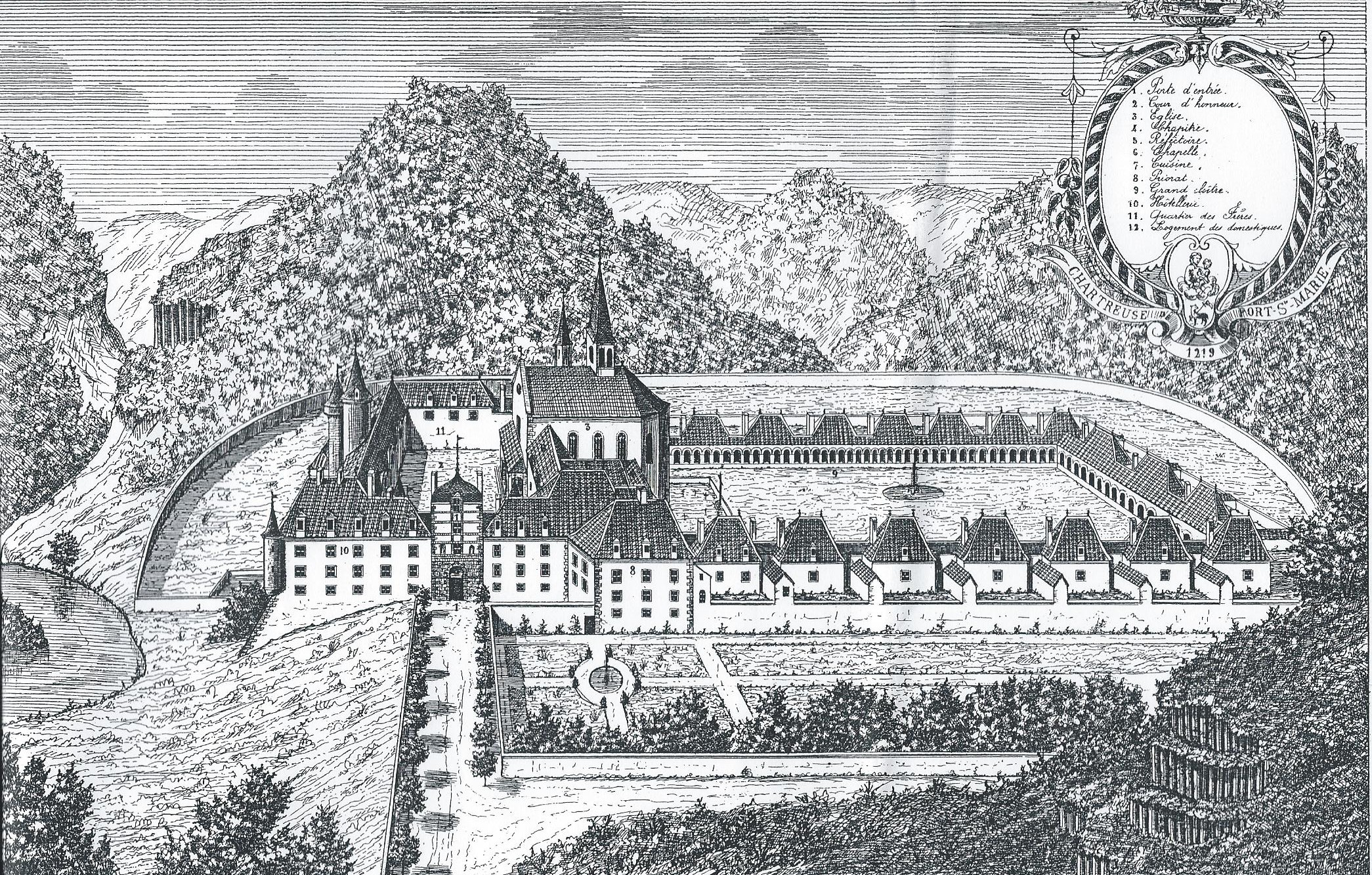
Gravure représentant la chartreuse de Port-Sainte-Marie au cœur des Combrailles aux limites de l'Auvergne et du Limousin.

En 1219, les seigneurs de Boucheix, les barons Guillaume et Raoul de Beaufort rencontrent des chartreux et leur donnent des terres de leur seigneurie du Boucheix pour y fonder un monastère au lieu-dit Confinéal dans l'actuelle commune de Chapdes-Beaufort. La tradition veut que ces deux seigneurs locaux qui étaient frères avaient eu une apparition de saint Bruno, fondateur de l'ordre des Chartreux, pendant qu'ils chassaient au Confinéal.
Le monastère eut une grande influence dans la région. Le premier prieur connu est Petrus de Planis, ancien prieur de la chartreuse de Toulon. Il arrive en 1224.
C'est au XVIIe siècle qu'on réalisa les derniers travaux d'importance dans le monastère. En 1729, le couvent comprenait 20 moines prêtres, 8 frères et 30 domestiques. En 1789, l'avant-dernier prieur, Dom Gerle devint député aux états généraux, puis se défroqua et se perdit dans les tumultes parisiens.
Les moines furent expulsés en 1791 et la chartreuse leur fut confisquée. Le dernier prieur, François Bertrand (né au Puy), fut arrêté pendant la Terreur et mourut en prison en 1797 à Saint-Maurice-du-Puy. Le domaine fut morcelé et vendu comme bien national quelques mois plus tard et les bâtiments tombèrent progressivement en ruine.
Le riche mobilier du monastère - aujourd'hui dispersé dans les églises qui en dépendaient (par exemple un autel à l'église de Pontgibaud ainsi que trois tableaux remarquables : L'Assomption de la Vierge de Parrocel, L'Adoration des bergers et L'Adoration des rois mages de Guy François peintre du Puy, des boiseries, une pietà, une statue de saint Bruno) ou chez des particuliers aux alentours - témoigne de son rayonnement passé. L'horloge monumentale a été acquise par la municipalité d'Aigueperse qui fit construire de 1794 à 1798 un beffroi pour l'accueillir, devant l'ancien couvent des Ursulines, devenu par la suite l'hôtel de ville d'Aigueperse.

## Description

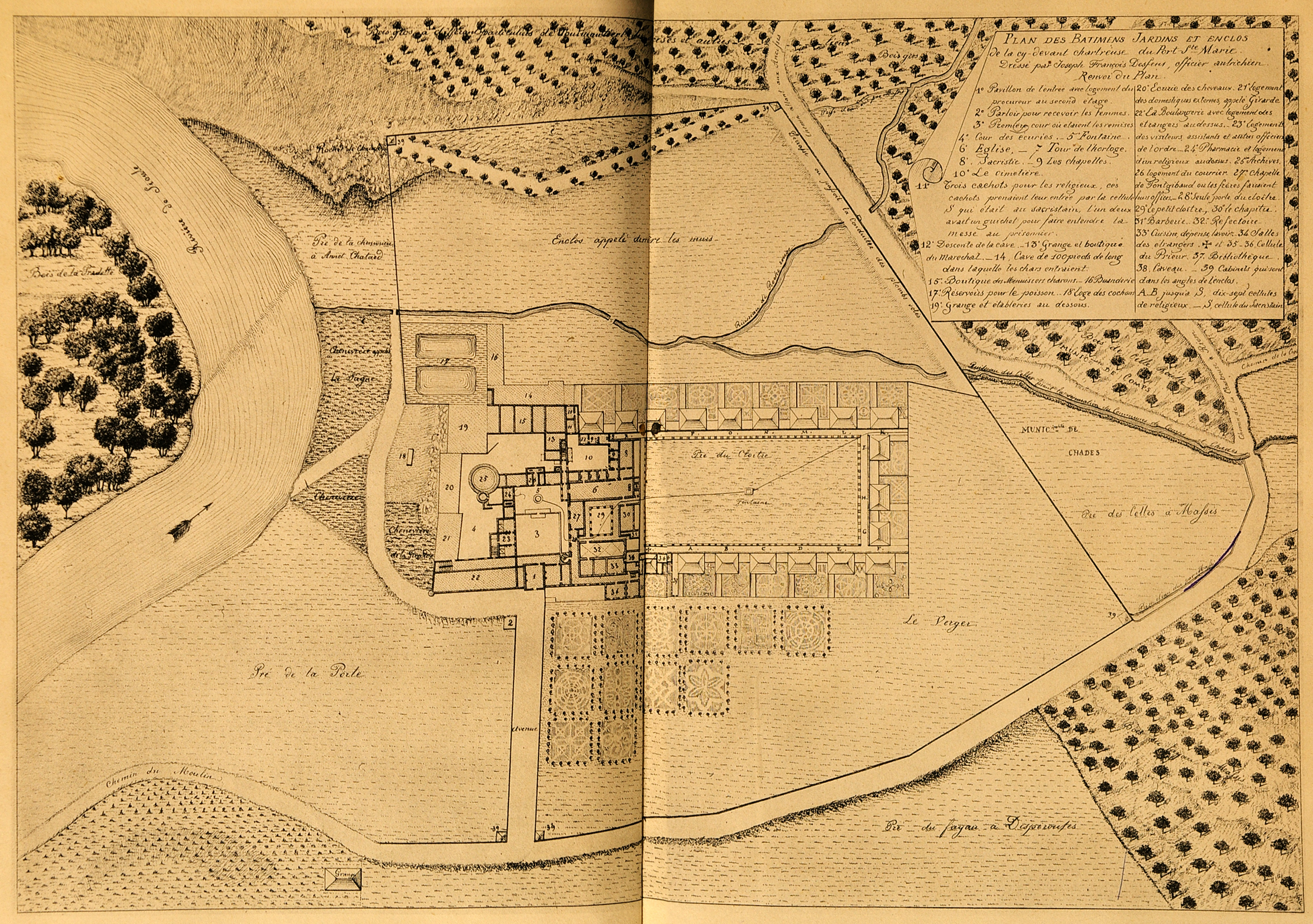
Plan de la Chartreuse de Port-Sainte-Marie.

Conformément au plan ordinaire des chartreux, les bâtiments conventuels se répartissaient autour de trois pôles :
- un pôle religieux avec l'église, des chapelles rayonnantes, la chapelle de Pontgibaud, le petit cloître, le chapitre, le cimetière, le réfectoire ;
- un pôle érémitique regroupant dix-neuf cellules autour du grand cloître où vivaient les moines ;
- un pôle économique où travaillaient les frères convers, regroupant l'hôtellerie, les ateliers (les « obédiences »), les granges et les étables autour d'une grosse tour ronde.

La chartreuse mesurait 17,128 ha. Le cloître qui prenait son jour du côté de la cour intérieure était formé par 96 arcades en pierre de Volvic.

## Héraldique
| Blason famille de Saint Quentin de Beaufort | Suivant la tradition cartusienne, Port-Sainte-Marie porte les armes de son fondateur, la Famille de Beaufort, qui se blasonnent ainsi : « D'or à la fleur de lis de gueules.» et à partir de 1696, selon l'Armorial général de France : « D'azur, à une Nôtre-Dame d'or tenant sur son bras senestre l'enfant Jésus du même, issant d'une nuée d'arg ent en fasce mouvant des flancs, accompagnée en pointe d'un agneau pascal du même » (blason de droite). |  |